# 1140 (szám)
Az 1140 (római számmal: MCXL) az 1139 és 1141 között található természetes szám.

## A szám a matematikában
A tízes számrendszerbeli 1140-es a kettes számrendszerben 10001110100, a nyolcas számrendszerben 2164, a tizenhatos számrendszerben 474 alakban írható fel.
Az 1140 páros szám, összetett szám. Kanonikus alakja 22 · 31 · 51 · 191, normálalakban az 1,14 · 103 szorzattal írható fel. Huszonnégy osztója van a természetes számok halmazán, ezek növekvő sorrendben: 1, 2, 3, 4, 5, 6, 10, 12, 15, 19, 20, 30, 38, 57, 60, 76, 95, 114, 190, 228, 285, 380, 570 és 1140.
Tetraéderszám.
Az 1140 egyetlen szám valódiosztó-összegeként áll elő, ez az 540.

## Csillagászat
- 1140 Crimea kisbolygó